# Plistonic
Plistonic (grec antic: Πλειστόνικος, llatí: Plistonicus) fou un metge de l'antiga Grècia, deixeble de Praxàgores, que va viure probablement a la segona meitat del segle iv aC i la primera meitat del segle iii aC.
Va escriure un llibre sobre anatomia esmentat diverses vegades per Galè, que el qualifica d'un dels més eminents metges del seu temps. També l'esmenten Plini el Vell (Naturalis Historia xx. 13, 48), Ateneu de Nàucratis (Deipnosophistae ii. 23, p. 45), Oribasi (Collecta Medicinalia vii. 27, p. 332) i el metge italià del segle xi Garioponto (Liber de febribus c. 7).